# Светозар Боројевић
Светозар Боројевић од Бојне, (Уметић, код Костајнице, 13. децембар 1856. — Клагенфурт, 23. мај 1920.) био је фелдмаршал аустроугарске војске, један од најистакнутијих аустријских војсковођа, угарски (мађарски) племић (од 1905) са предикатом „од Бојна", и правом да буде произведен у мађарског барона (од 1917), рођен у српској православној породици.

## Порекло
Рођен је у Уметићу, (Војној граници), у српској православној породици. Отац натпоручник Адам Боројевић, родом из села Кнезовљани, које се налази поред села Боројевићи и Уметић, код Костајнице, био је граничарски официр, у војној служби био од 1845. године, када је ступио у 2. банијски граничарски пук (Grenzinfanterie Regiment number 11), да би наредник постао маја 1849. године, када је примио Сребрну медаљу 1. реда, вероватно за заслуге у борбама против Мађара на подручју Мађарске и данашње Војводине, а 1869. године унапређен је у поручника и 1872. године натпоручника (Oberleutnant). Извесно је да је пре женидбе добио први официрски чин.
Мајка Светозара Боројевића била је Стана Боројевић, рођ. пл. Коварбашић од Зборишта, кћерка граничарског натпоручника Адама пл. Коварбашића од Зборишта, родом из племићке српске православне породице из села Бојна код Глине. По мајчином родном месту Светозар Боројевић је узео предикат „од Бојна“ када је 1905. године, на основу одликовања, добио право на племство. Исте године, о празнику Св. Димитрију, "високоблагородни" генерал Светозар Боројевић био је у Карловцима, кум на слави (уз епископа горњо-карловачког Михаила) српског патријарха Георгија Бранковића.
Светозар је имао брата Николу Боројевића и сестру Љубицу удату Бабић.
Пуковник Никола Боројевић од Бојне, брат Светозара Боројевића, добио је племство 1917. године, када је већ био у пензији.
Уочи Првог светског рата Франковци, следбеници Јосипа Франка, антисрпски расположени Хрвати, разорили надгробни споменик родитеља Светозара Боројевића, на православном гробљу у Петрињи.
У Другом светском рату од Боројевића из Кнезовљана, где је рођен отац Светозара Боројевића, на списку убијених у концентрационом логору Јасеновац Независне Државе Хрватске, је 35 Боројевића, од укупно до сада евидентирана 442 Боројевића. Од српске породице Коварбашић на списку убијених у концентрационом логору Јасеновац су 24 члана.

## Школовање и војна служба
Светозар Боројевић, завршио је Војну академију у Винер Нојштату (Wiener Neustadt, Бечко Ново Место), произведен за пешадијског потпоручника и ускоро завршио ратну школу (генерал-штабну академију) у Бечу и преведен у генералштабну струку. Командовао је основном јединицом у пешадији. Као генералштабни официр био је на положајима који су одговарали чину, а као генерал био је командант домобранске дивизије и домобранског дистрикта (Домобранског окружног заповједништва) у Загребу.

## Окупација Босне и Херцеговине
Светозар Боројевић посебно се истакао приликом заузимања Босне и Херцеговине 1878. године, посебно Сарајева, где је одлуком Берлинског конгреса, уведена аустријска управа, која је трајала до 1918. године.
Светозар Боројевић био је 1875. године поручник 52. мађарског пешадијског пука са седиштем у Грацу, у чијем саставу је учествовао у „Босанској кампањи“ у акцијама код Какња, Колотића, Високог и приликом окупације Сарајева. За изузетно истицање у току ове кампање, посебно приликом брзог заузимања Сарајева, одликован је Војничким крстом за заслуга са војним декорацијама 20. октобра 1878. године.

## Кретање у служби
После окупације Босне и Херцеговине 1878. године налазио се на разним високим положајима у војсци. Као генерал 1904. године командовао је Четрнаестом пешадијском бригадом у Петроварадину. Био је строг старешина који је необично држао до војничког морала и кажњавао свакога ко би на било који начин осрамотио униформу (поготово пијанством или осорно се опходећи према цивилима). Био је предавач, генералштабер и челник пјешадијских јединица у миру.

## Први светски рат
Високи чин фелдмаршал-лајтанта добио је пред Први светски рат када је на заједничким војним маневрима Аустро-угарске и Немачке победио цара Вилхелма II.
У рату 1914—1918. командовао је Шестим корпусом, а 12. септембра 1914. године добио је команду над Трећом аустроугарском армијом и почетком октобра је заузео тврђаву Пшемисл, што је омогућило привремено дизање опсаде Пшемисла. Затим су се његове снаге повукле на позиције око Лиманове, на планинском прелазу Дукла, и на другим деловима Карпата, спречавајући Русе да избију на Дунав. Маја 1915. године је примио армију на Италијанском фронту (Isonzo армија), којом је командовао и 1918. године приликом одступања аустроугарске војске од Пиаве ка Исонзу (Соча). Као заповедник фронта на Сочи, Светозар пл. Боројевић од Бојне је 5. августа 1915. године једногласно именован за почасног грађанина града Љубљане.

## Признања и одликовања
Боројевић је једини Јужни Словен који је стекао чин фелдмаршал-лајтнанта. Поред многих одликовања 1916. године је добио и плакету за војне заслуге са својим ликом.
Био је носилац бројних одликовања као што су командирски крст Румунске Звезде (1900), Персијски орден Суца и Лава 2. степена, орден Гвоздене круне 3. класе 1902, витешки крст Леополда (1909), Велики крст Гвоздене круне са ратним декорацијама (1914), Велики крст ордена Леополда са ратним декорацијама (1914), и Крст за војне заслуге 1. реда (1915). Када су ратним орденима придодати мачеви ретроактивно их је добио за сва ратна одликовања.
За своје највеће успехе постигнуте на италијанском ратишту добио је бронзану (1915), сребрну (1916) и златну медаљу (1916) са траком и мачевима за војне успехе коју је добио два пута (и 1917), звезду Друштва Црвеног крста, значку Маријиног крста немачког витешког реда, пруску Гвоздену круну 1. и 2. реда, сребрну и златну медаљу Отоманске империје, 1. и 2. ред војног крста за заслуге Мекленбург-Шверина и пруски орден за заслуге (1917).
Добио је прво виши а потом нижи Војни орден Марије Терезије два пута, јер је од цара Карла директно добио командирски крст тог ордена (1917), а ранији његове молбе за добијање витешког ранга истог одликовања, због забуне, додељене су тек постхумно.

### Угарско племство
На основу ордена Гвоздене круне 3. класе, који је добио 1902. године Светозар Боројевић је имао право да упути молбу цару да би му било даровано племство. Племство му је потврђено 1905. године, а према тадашњем правном уређењу Аустроугарске, као двојне монархије, било угарско (мађарско). Пошто су укидањем Војне границе 1881. године њене територије већим делом припојене Мађарској, и пошто су и Војводина и Бановина Хрватска биле део Мађарске, племство је једино могло да буде мађарско. Даровањем племства имао је право на предикат (од, фон) за шта је изабрао родно село своје мајке Стане Боројевић, рођ. плем. Коварбашић од Зборишта, Бојну код Глине.
На основу Војног ордена Марије Терезије од 1917. године имао је право на подизање ранга племства на баронат. Међутим, Боројевић се погађао са Бечким двором тражећи да му буде директно додељен виши ранг од барона, односно грофовска титула . До краја Аустроугарске идуће 1918. године ти преговори нису били довршени.
Међутим, на надгробном споменику, који је поклонио бивши аустријски цар, Боројевић је уписан као барон, што указује на то да је можда накнадно, бивши аустријски цар потврдио титулу барона на коју је Боројевић имао, као двоструки носилац ордена Марије Терезије, двоструко право.

## Молба за пријем у војску Краљевине СХС
Један број аустроугарских генерала и официра примљен је у новоформирану војску Краљевине Срба, Хрвата и Словенаца, као што су били командант ратног ваздухопловства Аустроугарске генерал Милан Узелац, Рудолф Мајстер, адмирали Метод Кох, Драгутин Прица и др.
Молба фелдмаршала Светозара фон Боројевића да буде примљен у нову војску Краљевине Срба, Хрвата и Словенаца и преведен у чин војводе коју је упутио преко команде у Целовцу, лета 1919. године, била је одбијена. Војвода Живојин Мишић сведочи да је до тога дошло због „противљења једног министра из Хрватске".
Живео је у Клагенфурту у Аустрији, где је и умро 1920. године у великом сиромаштву. Као аустријски фелдмаршал није био добродошао у новоформираној Краљевини Срба, Хрвата и Словенаца. Међу аустријским војним редовима је кружила и прича да је извршио самоубиство утапањем у Врбском језеру. Сахрањен је у Бечу у гробу који је платио свргнути цар Карло I.

## Породица
Светозар Боројевић се 1899. године оженио Леонтином, кћерком покојног пуковника Фридриха, витеза од Рознера (Oberst Friedrich Ritter von Rosner). Имали су сина који је добио име Фридрих - „Фриц“ по деди по мајци. Син јединац Светозара Боројевића умро је 1918. године.

## Питање о националности
Аустроугарски фелдмаршал Светозар Боројевић од Бојне је без сумње био један од најуспешнијих војсковођа у Првом светском рату, што су му признавали како савезници тако и друга страна у рату.
Међутим, у његовом случају, на самом крају Аустроугарске, и аустријском војнику српског порекла са највишим чином у историји службе српских граничара у Војној крајини и после ње, догодило се да се налази на челу непријатеља Србије, Црне Горе, Русије и њихових савезника. Док су многи његови војници и сународници, православни Срби пребегли из аустријске у српску или руску војску Боројевић је до краја остао веран аустријској круни.
Сачувана су писма на основу којих би се могао стећи утисак да Боројевић говори о себи као о Хрвату 1918, на којима се посебно инсистирало на загребачкој изложби поводом 150. годишњице рођења Боројевића 2006. Што се личних писама тиче, изгледа да је реч о преводима са немачког, на ком је већина аустроугарских генерала јужнословенског језика комуницирала. Постоје нека писма у којима говори како је читао писмо на хрватском језику и сл. Највише у прилог тој тези иде један телеграм у време општег хаоса, након распада Аустроугарске, којим се обраћа тек формираном Народном вијећу Словенаца, Хрвата и Срба 1. децембра 1918, упозоравајући на неке одредбе о железничком саобраћају које у препису гласе овако „последице ће бити катастрофалне за јужнославенска подручја јер ће хорде недисциплиниране војске и Талијана, који се не могу у овом тренутку зауставити, нахрупити преко Крањске и Хрватске и зато вас молим не као генерал, не као посљедњи син земље већ као родољуб који своју домовину воли исто тако као и сваки други Хрват...". Остаје питање и за овај случај, колико је добро уопште говорио или писао на српском/хрватском, и да ли је ово писмо он писао, или, како је то обично било његов ађутант, можда Славко Кватерник и сл.
С обзиром да је био веран поданик Хабзбурга, аустријски генерал који је у приватном животу говорио на немачком, умро као држављанин Аустрије чија смртовница је на немачком као и сви натписи на гробу, могао се осећати Аустријанцем, Мађарем, јер је у Аустроугарској скоро цела територија бивше Војне крајине у којој је рођен припала Мађарској, а и припадао је мађарском племству, Хрват јер се могао осећати становником Бановине Хрватске, која је као део Мађарске (Угарске) била део Аустроугарске. Ни за једну од ових теза нема довољно потврда из до сада доступних докумената. Извесно је да је био у пријатељским односима са више аустријских високих официра од којих су неки били рођењем етнички Хрвати као што је случај његовим ађутантом Славком Кватерником или Саркотићем од Ловћена или Срби као Павле Пухало од Брлога или Милан Узелац. Неки од њих који су доживели Други светски рат, без обзира на то да ли су били рођењем Срби или Хрвати постали су генерали НДХ, а неки од Срба су се експлицитно изразили тада као Хрвати, па и прешли у католичку веру, иако је свима било познато да су српског порекла.
У сваком случају извесно је да су Боројевићи били српска православна породица и да је он рођен у тој породици од српског оца и српске мајке православне вероисповести у парохији митрополије карловачке Српске православне цркве.
Иако је служио монархији, као Србин, није био прихватљив антисрпски расположеним Хрватима - Франковцима, који су уочи Првог светског рата разорили надгробни споменик његових родитеља на православном гробљу у Петрињи.
Од Боројевића из Кнезовљана, где је рођен отац Светозара Боројевића, као и из других околних села бројне су жртве концентрационог логора Јасеновац Независне Државе Хрватске. Само из Кнезовљана на списку убијених у логору Јасеновац је 35 Боројевића, укључујући и децу. Очигледно је да управа логора концентрационог логора Јасеновац није имала дилеме којем народу и којој вери припадају Боројевићи,

## Остало
Од 2008. године улица Нова 1. у Бусијама, приградском насељу Београда, носи име по Светозару Боројевићу од Бојне ("Службени лист“ 02/2008).